# MacBook Pro
MacBook Pro (đôi khi được viết tắt không chính thức là MBP) là một dòng máy tính xách tay Macintosh được giới thiệu vào tháng 1 năm 2006, bởi Apple Inc. Đây là model cao cấp nhất của dòng MacBook, nằm trên MacBook Air, tập trung vào đối tượng người tiêu dùng chuyên nghiệp và có sẵn các kích cỡ màn hình 13 inch và 16 inch. Một phiên bản 17 inch đã được bán từ tháng 4 năm 2006 đến tháng 6 năm 2012.
MacBook Pro thế hệ đầu tiên đã sử dụng thiết kế của PowerBook G4, nhưng đã thay thế chip PowerPC G4 bằng Intel Core bộ xử lý, đã thêm webcam và giới thiệu đầu nối nguồn MagSafe. Mẫu 15 inch được giới thiệu vào tháng 1 năm 2006; model 17 inch vào tháng Tư. Các phiên bản mới hơn đã thêm bộ xử lý Core 2 Duo và Màn hình có đèn nền LED.
Mô hình thế hệ thứ hai ra mắt vào tháng 10 năm 2008 với các biến thể 13 và 15 inch, với biến thể 17 inch được thêm vào tháng 1 năm 2009. Được gọi là mô hình "unibody" vì vỏ của nó được gia công từ một miếng nhôm, nó có màn hình phẳng mỏng hơn, bàn di chuột được thiết kế lại với toàn bộ bề mặt là một nút có thể nhấp và bàn phím được thiết kế lại. Các bản cập nhật đã mang bộ xử lý Intel Core i5 và i7 và giới thiệu công nghệ Thunderbolt của Intel.
MacBook Pro thế hệ thứ ba được phát hành vào năm 2012: 15 inch vào tháng 6 năm 2012, một model 13 inch vào tháng 10. Nó mỏng hơn so với người tiền nhiệm của nó, làm cho lưu trữ trạng thái rắn và bao gồm một độ phân giải cao Màn hình Retina.
MacBook Pro thế hệ thứ tư được phát hành vào tháng 10 năm 2016. Thế hệ này sử dụng USB-C cho tất cả các cổng dữ liệu và nguồn điện. Nó bao gồm một bàn phím cơ chế "bướm" nông hơn. Trên tất cả trừ model cơ bản, các phím chức năng đã được thay thế bằng dải màn hình cảm ứng có tên Touch Bar với cảm biến Touch ID được tích hợp vào nút nguồn.
MacBook Pro thế hệ thứ năm được phát hành vào tháng 11 năm 2019. Nó có màn hình 16 inch với các cạnh hẹp hơn và trở lại bàn phím cơ chế cắt kéo.
MacBook Pro thế hệ thứ sáu và thứ bảy đều được ra mắt vào 2020, bản thứ sáu tháng 5 và bản thứ bảy tháng 11 . Hai bản này đều giống nhau, trừ việc bản thứ sáu sử dụng các chip Intel, còn bản thứ bảy sử dụng chip Apple M1